# Philip Joubert de la Ferté
Philip Joubert de la Ferté (Darjeeling, 21 maggio 1887 – Uxbridge, 21 gennaio 1965) è stato un aviatore inglese.
Il Maresciallo dell'aria Sir Philip Bennet Joubert de la Ferté fu un comandante della Royal Air Force nella prima guerra mondiale, durante gli anni '30 e nella seconda guerra mondiale.

## Biografia
Joubert de la Ferté nacque a Darjeeling, in India, da Charles Henry Joubert de la Ferté ed Eliza Jane née Meville. Era di parziale discendenza francese, il nonno paterno era emigrato in Inghilterra nel 1840. Fu mandato in Inghilterra da bambino dove frequentò la Elstree School di Woolhampton e successivamente la Harrow School.

## Servizio nell'aviazione militare
Joubert de la Ferté si arruolò nel British Army frequentando la Royal Military Academy di Woolwich ottenendo la nomina nel 1907. Dal 1907 al 1913 prestò servizio nella Royal Field Artillery, salendo al grado di Tenente. Nel 1913 frequentò la Central Flying School e continuò a servire nel Royal Flying Corps. Con lo scoppio della prima guerra mondiale nel 1914, si unì alla British Expeditionary Force pilotando una delle prime due sortite operative della guerra. Nel 1915 Joubert de la Ferté fu nominato Officer Commanding del No. 15 Squadron RAF. Nello stesso anno assunse il comando del No. 1 Squadron RFC. Mentre la guerra progrediva, Joubert de la Ferté comandò il No. 33 Squadron RFC e poi diversi Stormi. 
Il 26 marzo 1918 comanda il 14th Wing RFC che si sposta da Villalta di Gazzo a Sarcedo comandando tutte le Squadron del RFC in Italia.
Il 1º aprile successivo Joubert de la Ferté si trasferì alla Royal Air Force con il grado di Tenente colonnello e fino alla fine delle ostilità del novembre 1918 ottenne il comando della Royal Air Force in Italia.
Durante gli anni tra le due guerre, Joubert de la Ferté occupò diversi posti di comando, salendo attraverso i ranghi. In particolare, viene nominato Air Officer Commanding del No. 23 Group nel 1929, Comandante del RAF Staff College, Andover (Regno Unito) nel 1930 ed Air Officer Commanding del No. 11 Group RAF nel luglio 1936 prima di diventare Air Officer Commanding-in-Chief Coastal Command nel settembre 1936.
All'inizio della seconda guerra mondiale, Joubert de la Ferté fu Air Officer Commanding delle Forze Aeree in India. Al suo ritorno in Gran Bretagna occupò una serie di incarichi di alto livello e tornò al suo ex incarico di comando di Air Officer Commanding-in-Chief del Coastal Command. Fu lì che divenne il pioniere di diverse innovazioni. Queste includevano i Planned Flying and Maintenance e l'introduzione di una versione di siluro sul Bristol Beaufighter. Nel febbraio 1943 divenne Inspector-General of the RAF.
Il 23 novembre 1943, Joubert de la Ferté fu nominato Vice Capo di Stato Maggiore (Informazione ed Affari Civili) presso il South East Asia Command. Due anni dopo, il 14 novembre 1945, Joubert de la Ferté si ritirò dalla RAF.
Nel 1915 sposò Marjorie Denison: ebbero due figlie.